# Dicranomyia (Dicranomyia) frivola
Dicranomyia (Dicranomyia) frivola is een tweevleugelige uit de familie steltmuggen (Limoniidae). De soort komt voor in het Oriëntaals gebied.